# Sächsische Küche

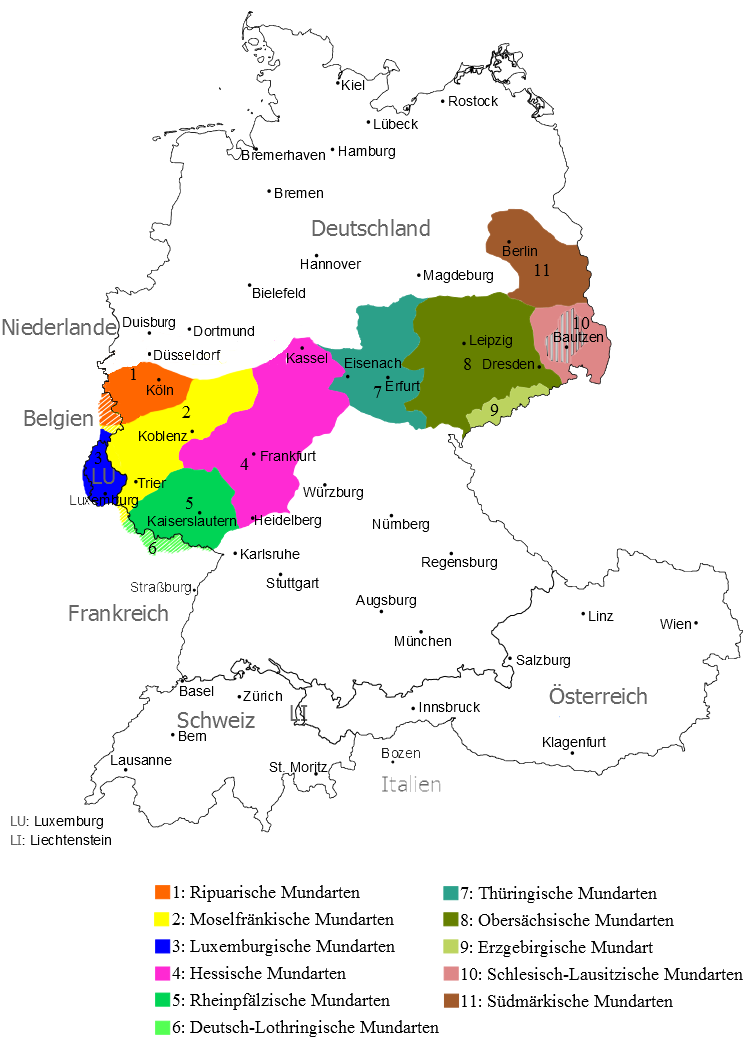
Obersächsische Dialekte (Nr. 8)

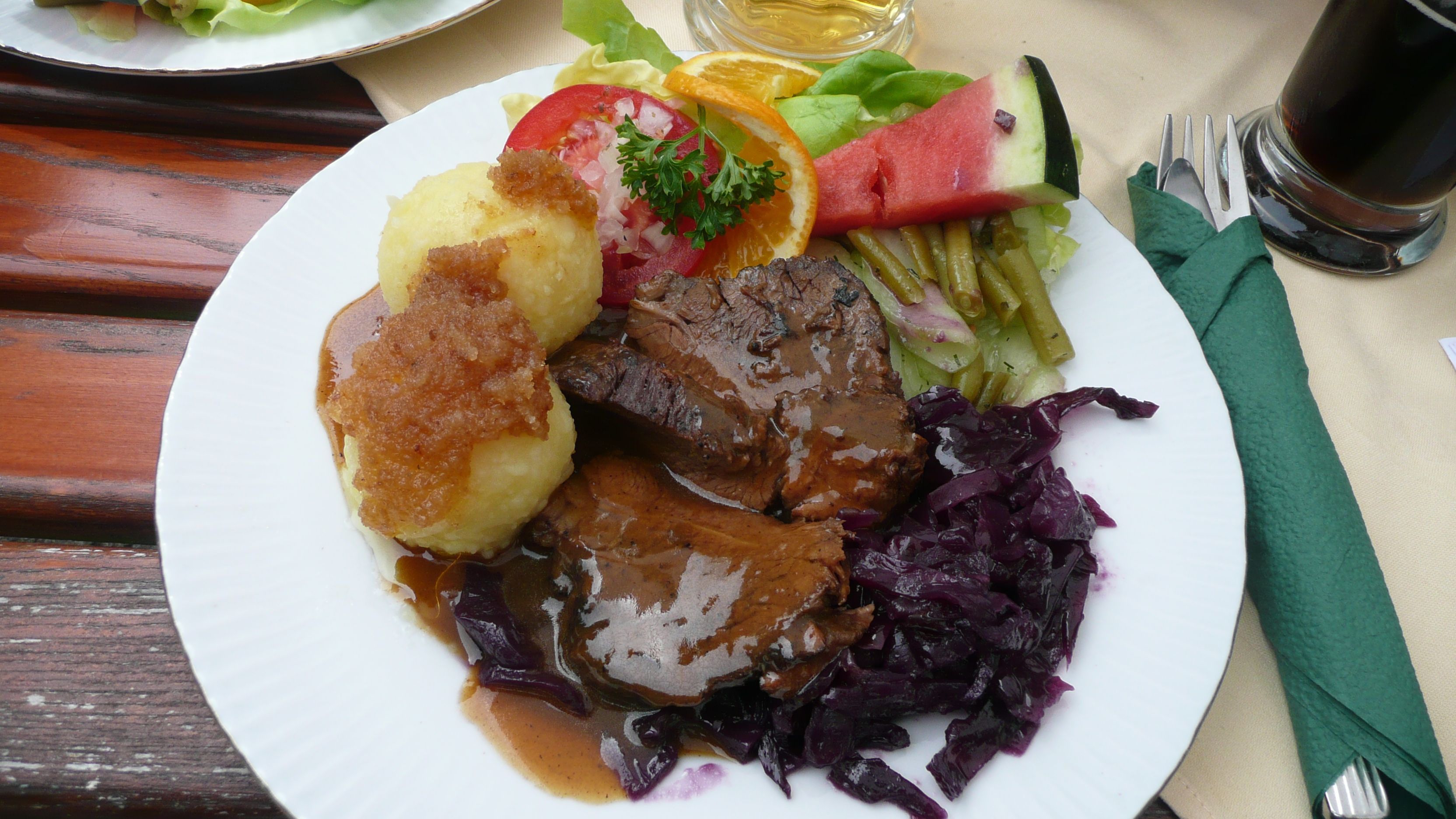
Sächsischer Sauerbraten

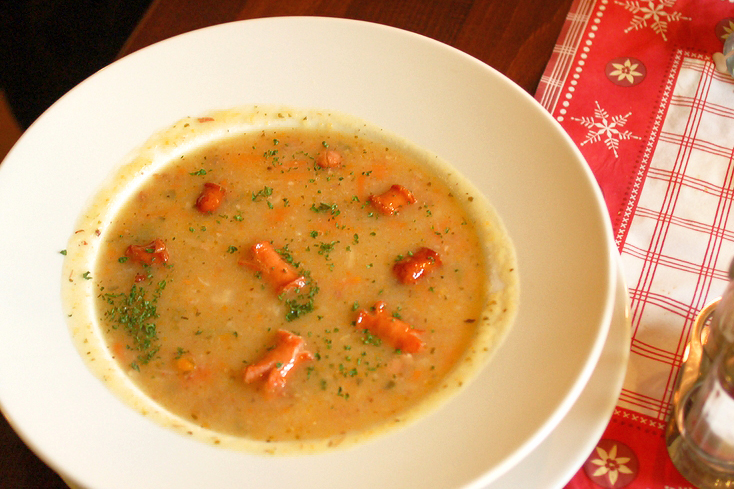
Sächsische Kartoffelsuppe mit Würstchen

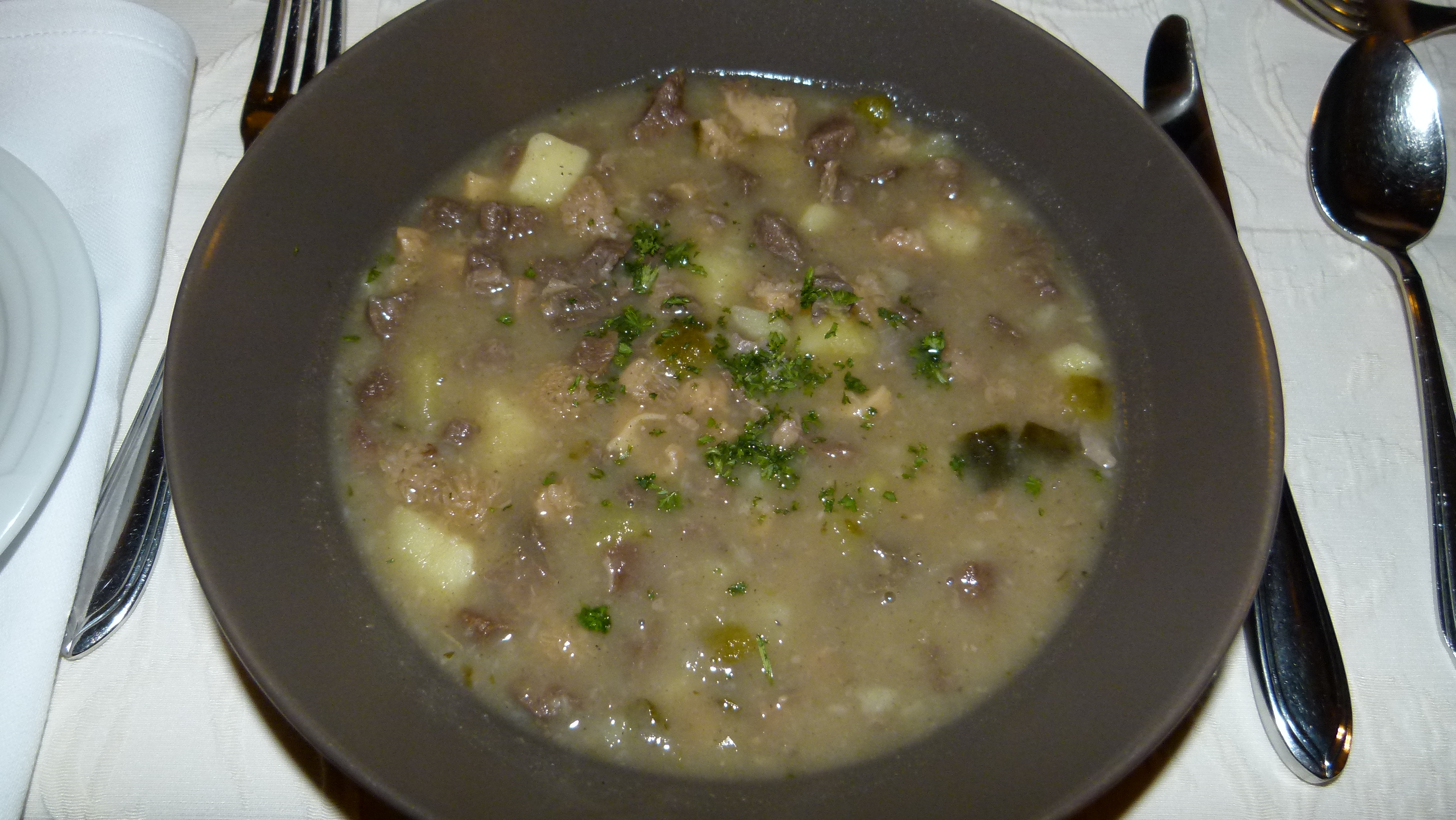
Sächsische Flecke

Als Sächsische Küche bezeichnet man allgemein die Küche der Obersächsischen Kultur im Mitteldeutschen Sprachraum. Alternativ dazu wird die Küche Sachsens in den jeweiligen Landesgrenzen als solche bezeichnet. Diese umfasst insbesondere die Regionalküchen des Erzgebirges, des Vogtlandes, der Lausitz und kleineren Gebieten Schlesiens.
Eine einheitliche sächsische Küche gibt es genauso wenig, wie es eine einheitliche deutsche Küche gibt. Vielmehr ist sie eine Kombination der regionalen Kochtraditionen der einzelnen Regionen oder Landschaften Sachsens wie des Vogtlands, dessen Küche viele Einflüsse des Thüringischen und Fränkischen auszeichnet, des Erzgebirges oder der Oberlausitz. Aber selbst innerhalb des Erzgebirges gibt es Unterschiede, wenn man nur auf das so genannte Neunerlei, eine typische Speisenfolge, die zu Weihnachten gereicht wird, zu sprechen kommt. Selbst von Dorf zu Dorf, ja sogar von Familie zu Familie sind Unterschiede in der Zubereitung und den Essgewohnheiten anzutreffen.
Die Küche ist eher als deftig zu bewerten, verfügt über typisch mitteldeutsche Eigenarten, wie eine Vielfalt von Soßen zu Hauptgerichten und den Trend, Klöße und Knödel alternativ zu Kartoffeln, Teigwaren und Reis zu reichen.
Auch der historische Reichtum der Regionen bestimmte die Küche. Die blühenden Städte Dresden und Leipzig verfügen über üppige und teilweise auch extravagante Küchen. Das in früherer Zeit bitterlich arme Erzgebirge ernährte sich von einfachen Armeleutegerichten wie Pellkartoffeln und Quark mit Leinöl, Kartoffelsuppe oder auch nur, und das war wohl die Hauptmahlzeit der meisten Erzgebirger, Kartoffeln oder Brot mit Leinöl, das im Erzgebirge fester Bestandteil des Essens war. Im Vogtland dominierte die Küche halbwegs wohlhabender Bauern, der Sonntagsbraten war Standard.

## Süßspeisen
Hervorzuheben ist die Vielfalt und Originalität an Back- und Konditorwaren. Das sächsische Gaffee un Guchn sind in Ausdrücken wie Kaffeesachse und Kaffeetante (die sich mit ihren Gesinnungsgenossinnen nachmittags zum Schwatzen im Café trifft) literarisch geworden. In Leipzig wurde das erste deutsche Kaffeehaus eröffnet.

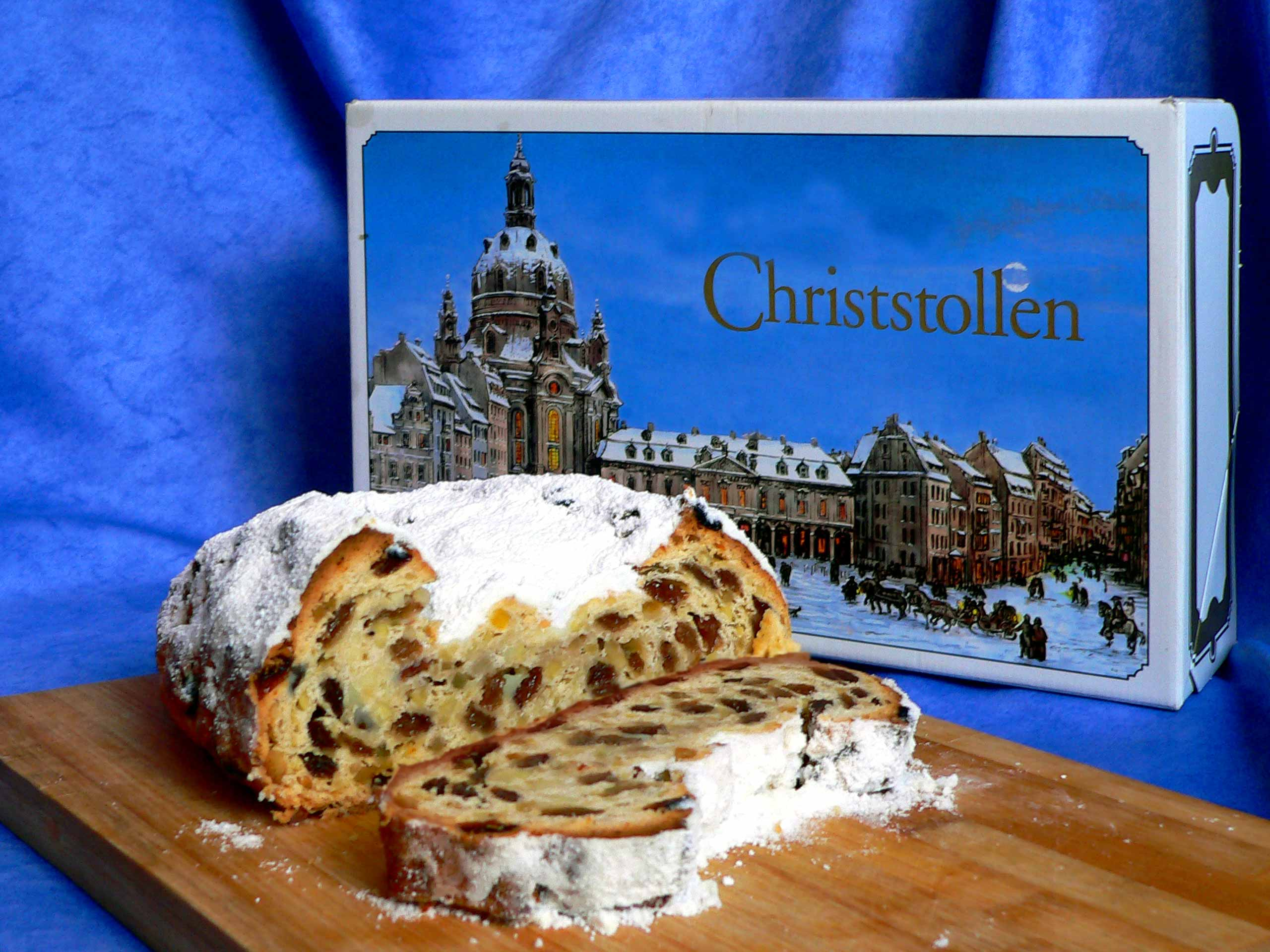
Dresdner Stollen
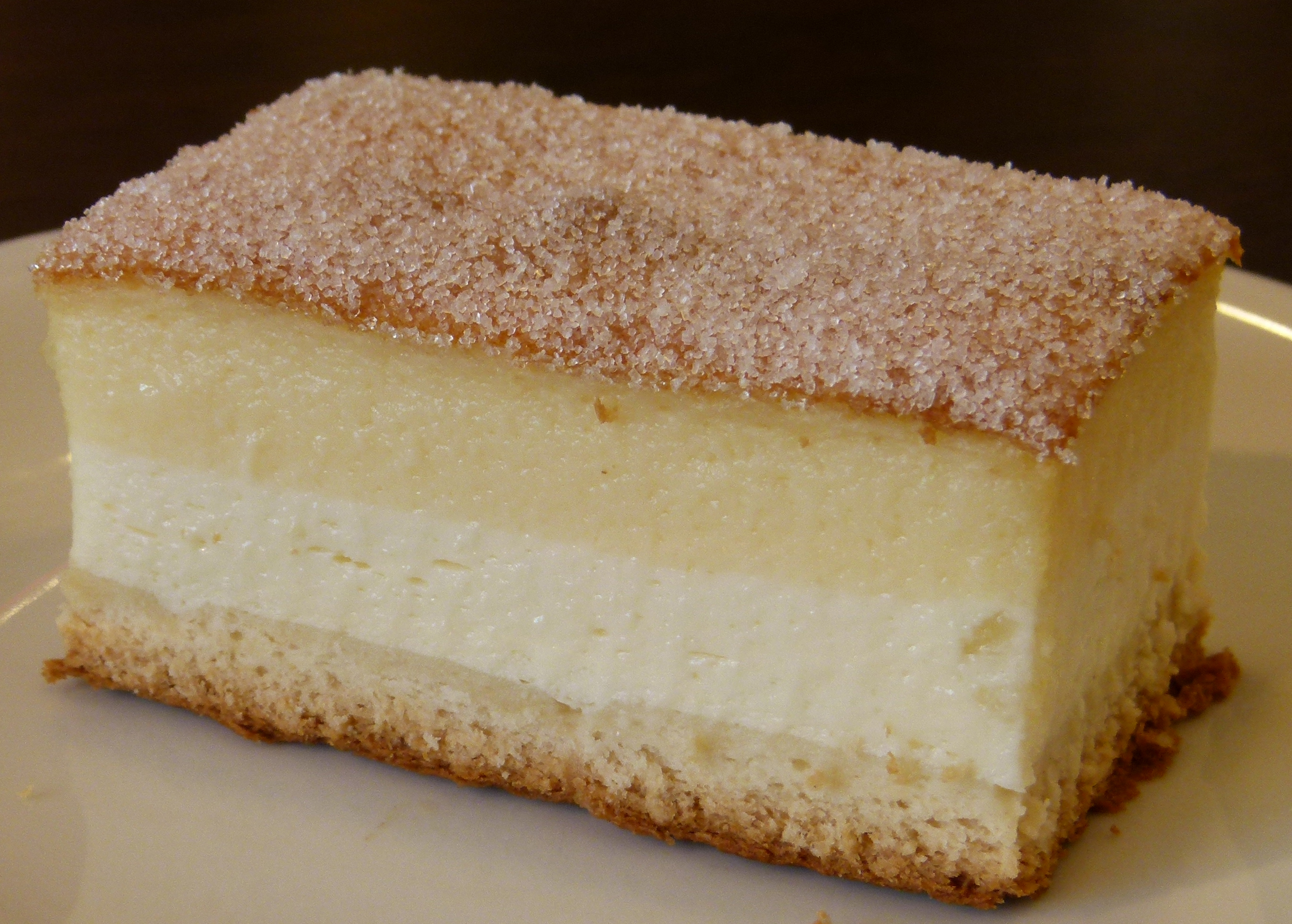
Dresdner Eierschecke
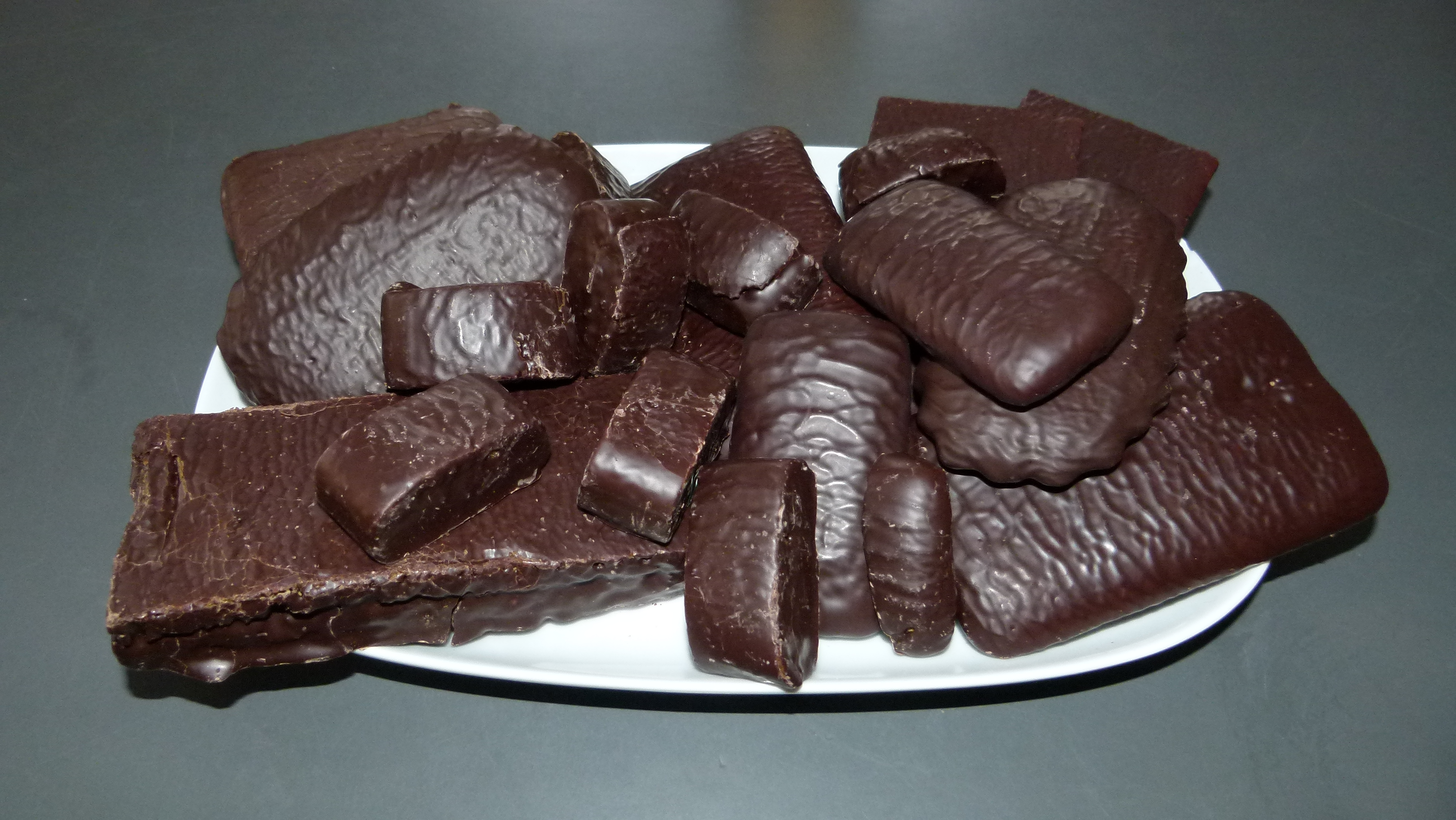
Pulsnitzer Pfefferkuchen

## Überregional bekannte Gerichte
Weit über den Freistaat Sachsen hinaus bekannte Köstlichkeiten sind:
- Eierschecke
- Grüne Klöße
- Quarkkäulchen
- Saure Flecke
- Wickelklöße

## Regionale Küchen

### Erzgebirge
Die deftige Küche des Erzgebirges ist bekannt durch:
Neinerlaa, Heidelbeergetzen, Fratzen, Rauchemaad

### Vogtland
Typische regionale Spezialitäten des sächsischen Vogtlandes (und des westlichen Erzgebirges) sind:
Bruetsupp, Griene Gliese, Griegenniffte, Schwammebrie, Erdeppelsupp, Schwammespalken, Bambes, Klitscher, Eingeschnittenen, Neunerlei und Zuedelsupp.

### Raum Dresden, Meißen und Sächsische Schweiz
Typisch für diese Region sind beispielsweise:
Radeberger Bierfleisch, Dresdner Stollen, Meißner Fummel, Eierschecke und Quarkkäulchen.

### Leipzig und Leipziger Tieflandsbucht
Die Leipziger Küche unterschied sich beträchtlich von denen des unmittelbaren Umlandes. Beeinflussend zeigt sich hier der historisch begründete bürgerliche Reichtum der damaligen Messestadt. Es sind hier eine Zahl von Gerichten entstanden, die durch ihre Extravaganz und ihre teuren Zutaten auffallen, deren Einkauf im vergleichsweise bitterlich armen Erzgebirge absolut ausgeschlossen gewesen wäre. Die bekanntesten Speisen und Getränke sind: Leipziger Allerlei (bestehend aus Erbsen, Möhren, Spargel, Morcheln), das Gebäck Leipziger Lerche, Leipziger Räbchen und das Bier Gose. 1711 ist in Leipzig das erste deutsche Kaffeehaus belegt. So entwickelte sich auch die Bezeichnung Kaffeesachse.

### Oberlausitz
Die Lausitzer Küche ist eine typisch ländliche Küche mit böhmischen und schlesischen Einflüssen. Insbesondere da die östliche Grenzregion vor 1945 zu Niederschlesien gehörte findet man dort auch heute noch schlesische Spezialitäten vor (beispielsweise zur Weihnachtszeit Liegnitzer Bombe oder Gerichte wie Schlesisches Himmelreich). Klassische Kartoffelgerichte wie Teichelmauke oder Abermauke kennzeichnen die Lausitzer Küche. Bedingt durch die ausgeprägte Teichwirtschaft sind Karpfengerichte regionaltypisch. Es besteht in Eibau, Görlitz (Landskron Brau-Manufaktur) und Zittau eine bedeutende und lange Brautradition (Bier).